# Čakajovce
Čakajovce (ungarisch Csekej) ist eine Gemeinde im Westen der Slowakei mit 1156 Einwohnern (Stand 31. Dezember 2024). Sie liegt im Okres Nitra, einem Landkreis des Nitriansky kraj.

## Geographie
Čakajovce liegt im Donauhügelland am linken Ufer des Flusses Nitra, mit den östlich liegenden Ausläufern des Gebirges Tribeč. Das auf einer Höhe von 146 m n.m. liegende Ortszentrum liegt acht Kilometer nördlich der Stadt Nitra. 

## Geschichte
Der Ort wurde zum ersten Mal 1156 als Seka schriftlich erwähnt. Im Hochmittelalter war Čakajovce ein Fischerdorf, das der Burg Neutra unterstand. Seit dem 16. Jahrhundert gehörte der Ort dem Bistum Neutra.
Nach 1918 kam der im Komitat Neutra liegende und zum Königreich Ungarn liegende Ort zur Tschechoslowakei, 1993 zur Slowakei.

## Bevölkerung
| Jahr                | 1994 | 2004    | 2014    | 2024    |
| ------------------- | ---- | ------- | ------- | ------- |
| Anzahl der Personen | 1088 | 1069    | 1145    | 1156    |
| Unterschied         |      | −1,74 % | +7,10 % | +0,96 % |

| Jahr                | 2023 | 2024 |
| ------------------- | ---- | ---- |
| Anzahl der Personen | 1156 | 1156 |
| Unterschied         |      | +0 % |

Ergebnisse der Volkszählung 2001 (1102 Einwohner):
| Nach Ethnie: - 97,94 % Slowaken - 1,45 % Zigeuner - 0,45 % Tschechen - 0,27 % Magyaren | Nach Religion: - 94,92 % römisch-katholisch - 3,45 % konfessionslos - 1,00 % keine Angaben - 0,64 % evangelisch |

## Sehenswürdigkeiten
- römisch-katholische Kirche St. Katharina von Alexandrien aus dem Jahr 1332
- Erdődy-Landschloss aus dem Jahr 1880
- eine Art slowakischen Pantheons mit Statuen slowakischer Persönlichkeiten wie A. Bernolák, A. Hlinka, M. Rázus, M. R. Štefánik und J. Tiso[4]